# Georges Mys
Georges Mys, född 26 mars 1880 i Gent, död 7 november 1952 i Gent, var en belgisk roddare.
Mys blev olympisk silvermedaljör i åtta med styrman vid sommarspelen 1908 i London.